# Fundacja Kościuszkowska

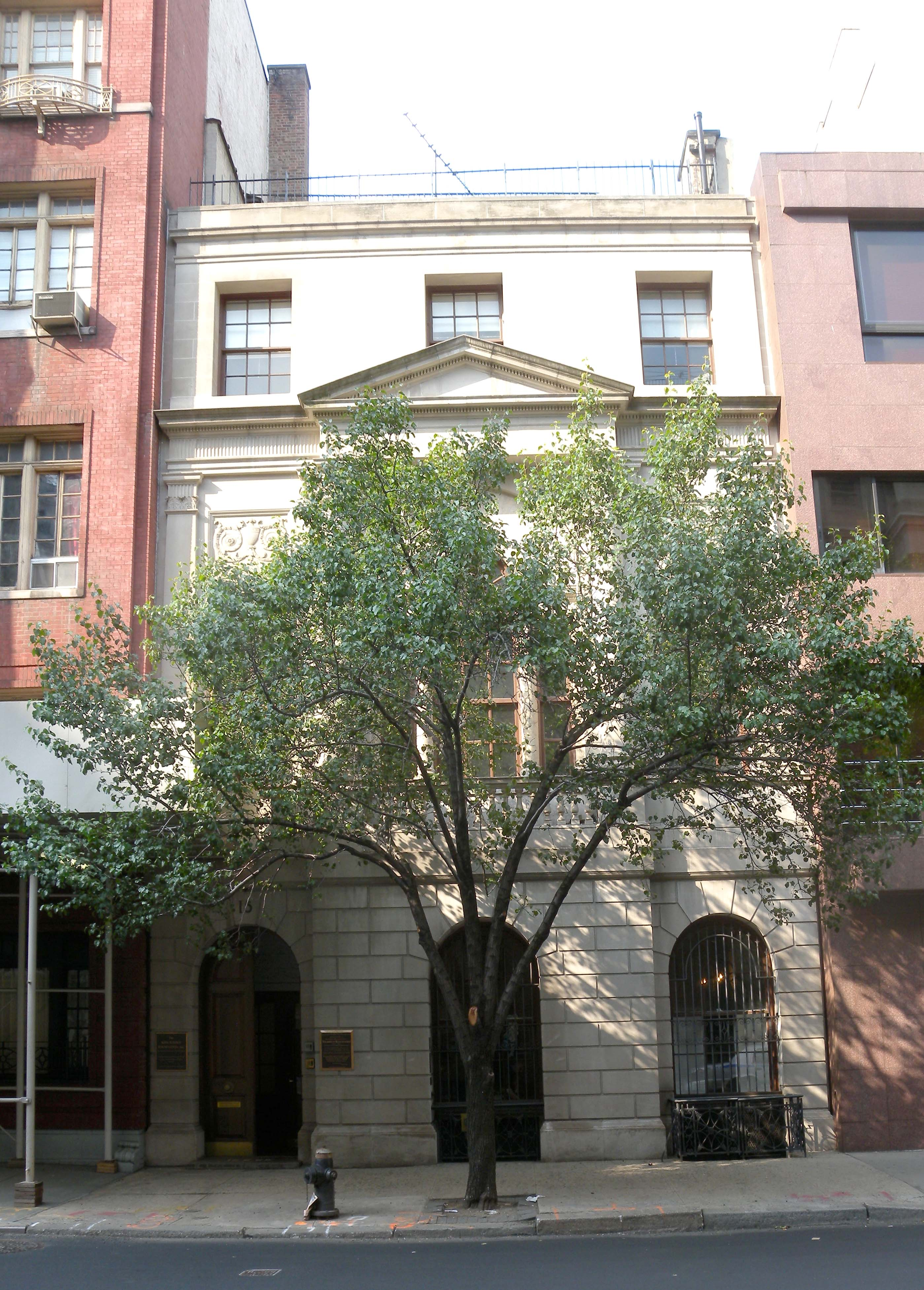
Siedziba Fundacji w Nowym Jorku

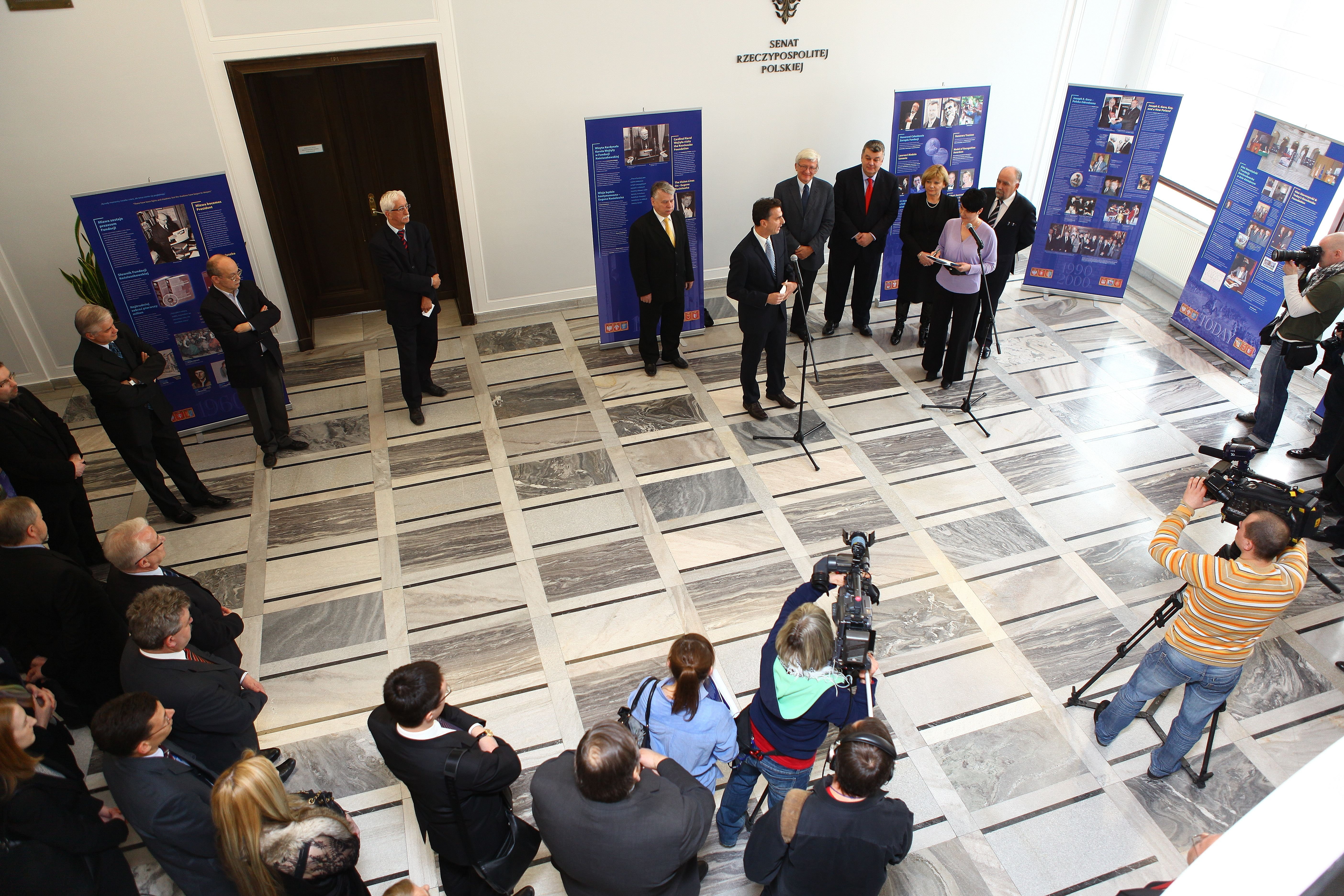
Otwarcie wystawy Fundacja Kościuszkowska – amerykańskie centrum polskiej kultury w Senacie RP (2011)

Fundacja Kościuszkowska – amerykańsko-polska instytucja kulturalno-oświatowa.

## Opis
Fundacja Kościuszkowska została założona w 1925 w Nowym Jorku przez Stefana Piotra Mierzwę. Jej głównym celem jest promowanie współpracy naukowej i kulturalnej między Polską a Stanami Zjednoczonymi. Fundacja udziela stypendiów, kieruje wymianą naukową, prowadzi działalność informacyjną i popularyzatorską w zakresie polskiego dziedzictwa kulturowego i naukowego (wystawy, odczyty, konkursy). W 1959 roku Fundacja opublikowała pierwszą edycję słownika The Kościuszko Foundation Dictionary English-Polish, Polish-English. 

## Działalność
Fundacja oferuje stypendia i granty dla polskich studentów, naukowców i artystów, którzy zostali zaproszeni przez amerykańską instytucję szkolnictwa wyższego na pobyt badawczy lub edukacyjny. Z kolei obywatelom USA fundacja zapewnia granty wspierające badania naukowe i możliwość studiowania w Polsce. Rocznie na tę działalność organizacja przeznacza ponad 1,5 mln USD.
Fundacja organizuje liczne wydarzenia kulturalne promujące polską kulturę w USA. Posiada bogatą kolekcję polskiej sztuki, w skład której wchodzą dzieła m.in. tak wybitnych artystów jak Jan Matejko, Józef Chełmoński, Józef Brandt, Olga Boznańska, Jacek Malczewski, Wojciech Kossak czy Artur Szyk. W siedzibie Fundacji regularnie organizowane są wystawy prezentujące dzieła z kolekcji stałej, obejmującej obrazy olejne, akwarele, grafiki, rysunki, ceramikę, rzeźby, gobeliny oraz fotografie. Na przełomie 2017 i 2018 roku trzy obrazy należące do Fundacji były kolejno eksponowane w Pałacu na Wyspie w Łazienkach Królewskich w Warszawie. Od 1949 roku Fundacja organizuje konkurs chopinowski, który jest najstarszym tego typu wydarzeniem w Stanach Zjednoczonych.
Od 1991 roku Fundacja posiada swoje przedstawicielstwo w Polsce, a w 2010 roku powołana została Fundacja Kościuszkowska Polska, która jest jej organizacją-córką.

## Prezesi Fundacji
- H.N. Cracken (od 1925)
- Stefan Piotr Mierzwa (od 1955)
- Eugene Kusielewicz (od 1970)
- Wojciech (Albert) Juszczak (od 1979)
- J.E. Gore (od 1987)
- Alex Storożyński (od 2008)[6]
- John Micgiel (od 2014)
- Marek Skulimowski (od 2016)[7].

## Oddziały regionalne Fundacji
- Buffalo (Stan Nowy Jork)
- Chicago
- Denver (Rocky Mountain)
- Houston (Teksas)
- Filadelfia
- Orchard Lake (Michigan)
- Pittsburgh
- Sarasota (Floryda)
- Springfield (Nowa Anglia)
- Waszyngton
- Warszawa, Polska

## Inne fundacje o podobnej nazwie
- Fundacja Kościuszki